# US Masséda
Union Sportif Masséda là một câu lạc bộ bóng đá Togo có trụ sở ở Masséda, thi đấu ở giải cao nhất của bóng đá Togo.

## Thành tích ở các giải đấu CAF
- CAF Confederation Cup: 1 lần tham gia

2008 – Vòng 16 đội
Bản mẫu:Togolese Championnat National